# Кляссер (филателия)
Кля́ссер (фр. classeur, современное значение слова: «папка с отделениями» или «шкаф с секциями», от лат. classis — разряд, класс) — филателистический альбом (иногда папка) специального изготовления, предназначенный для хранения марок и других филателистических материалов (блоков, конвертов).

## Описание

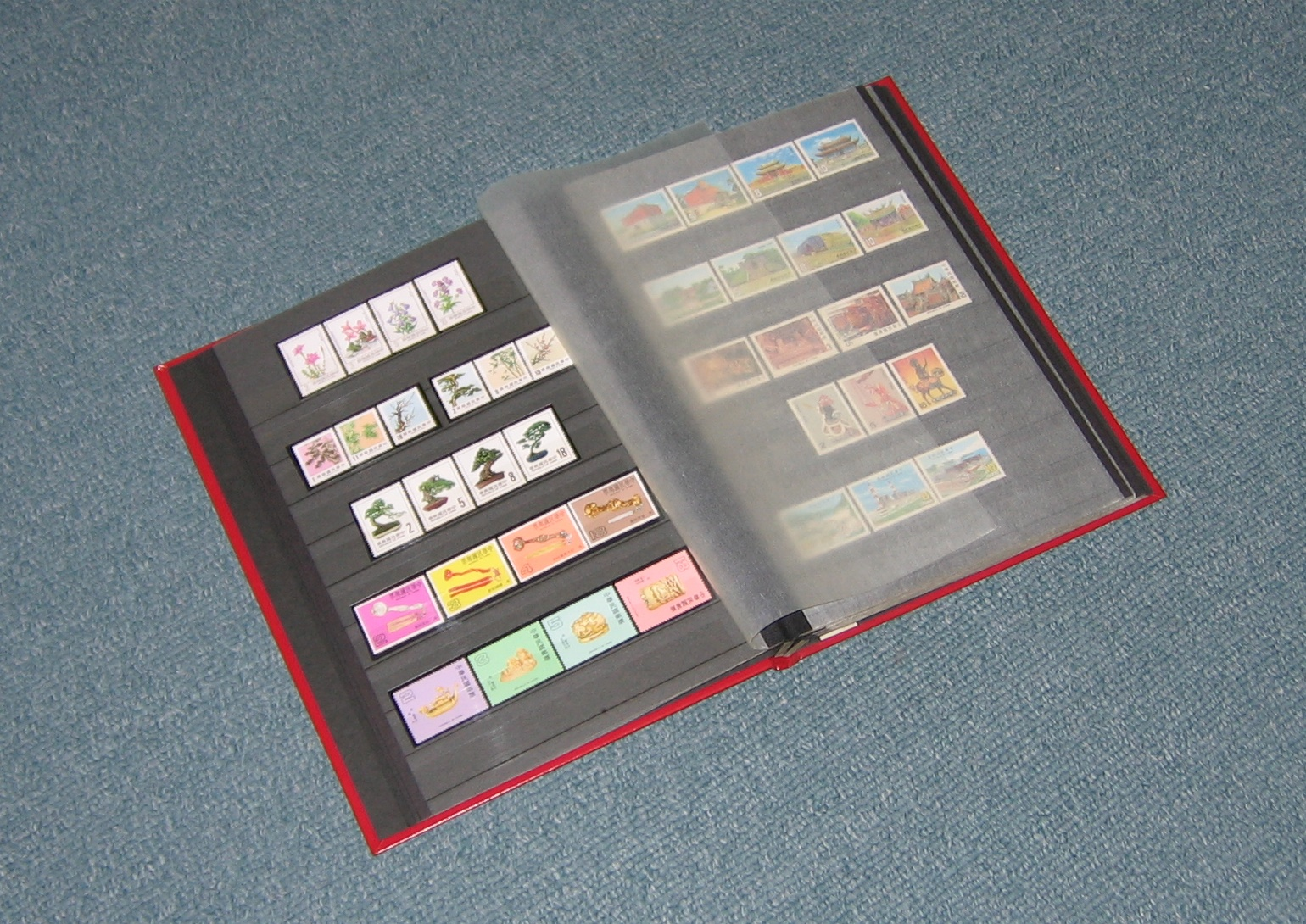
Традиционный кляссер с 10 горизонтальными полосками для марок

Представляет собой сброшюрованные листы чёрного, серого или белого картона, на обеих сторонах которых имеется несколько рядов прозрачных или полупрозрачных полос из кальки, пергамента, целлофана,  ацетатной плёнки или других негигроскопичных плёнок (полиэтилен нежелателен) по ширине листа, служащих карманами, в которые вставляются марки и другие филателистические материалы.
Страницы-створки брошюруются в твёрдом переплёте наглухо или с помощью пружинного корешка, винтов или механизма с системой разъёмных колец. Между страницами находятся листы полупрозрачной бумаги, предохраняющие марки от повреждений. Форматы и размеры кляссеров бывают самыми различными: от 2−4-страничных карманных, размером 80 × 130 мм до крупноформатных, объём которых достигает 32—40 страниц, а размер 240 × 320 мм.
К качеству кляссеров предъявляют определённые требования:
- отсутствие деформации листов,
- плотное натяжение полосок с обеих сторон листа,
- поверхность картона должна быть гладкой и нелиняющей.

Филателисты предпочитают кляссеры с тёмными (чёрными или серыми) листами — на них не остаётся следов от пальцев, а зубцовка марок на тёмном фоне выглядит контрастнее. Удобство хранения марок в кляссерах заключается в том, что отпадает необходимость в наклейке марок, а это создаёт возможность не повреждать клеевого слоя. Кроме того, пользование кляссером позволяет филателисту перемещать марки по своему усмотрению в любое свободное место кляссера.

Примеры кляссеров
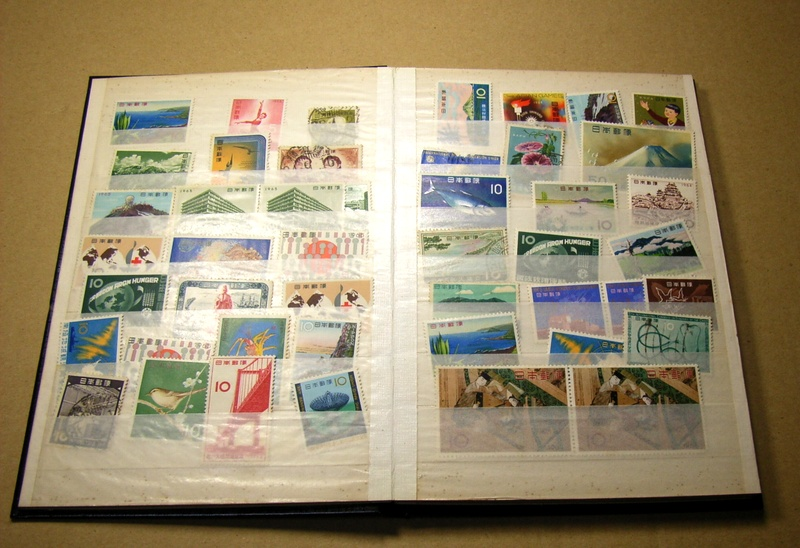
Кляссер с полосками из кальки
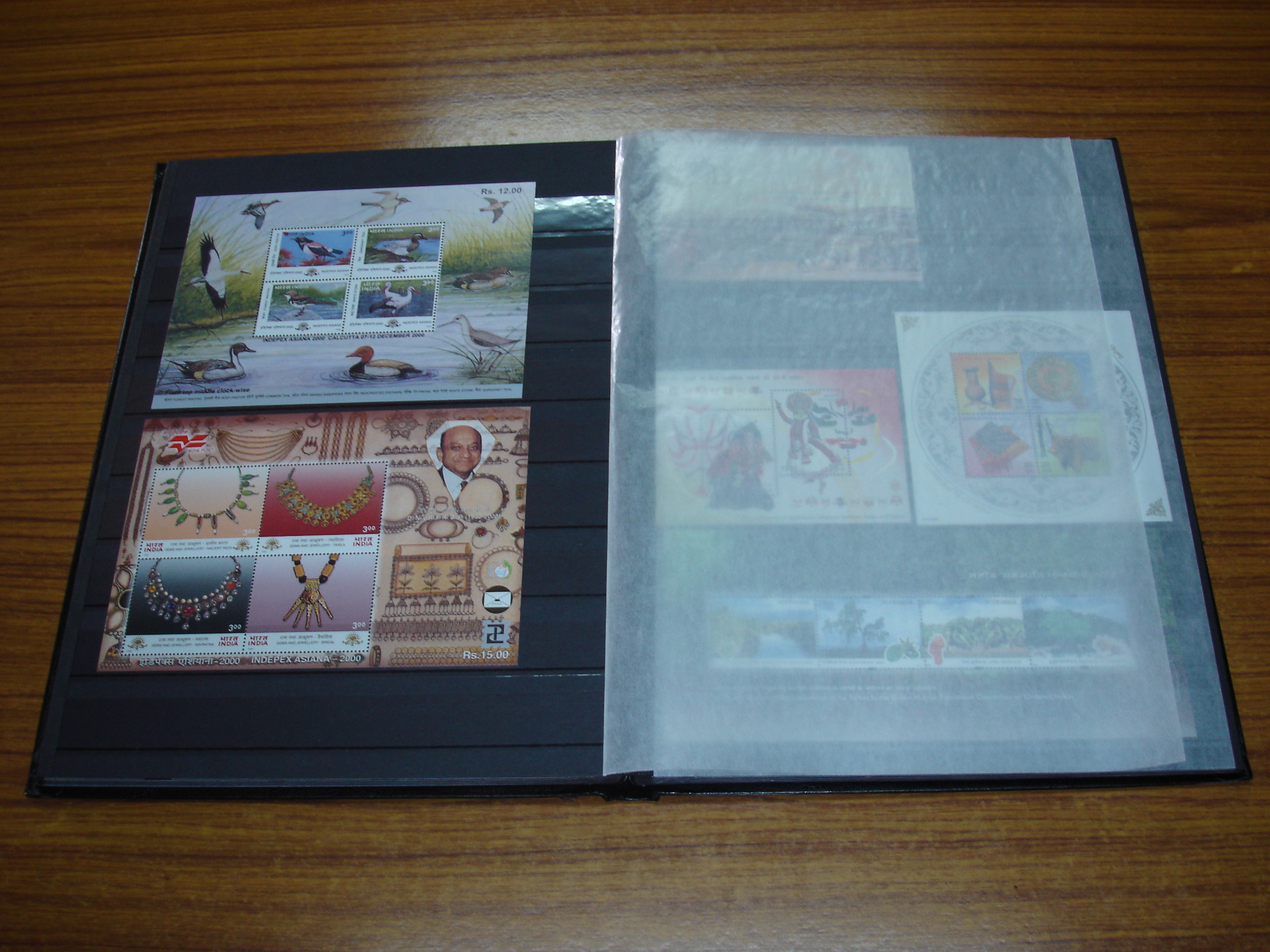
Традиционный кляссер с листами полупрозрачной бумаги между страниц
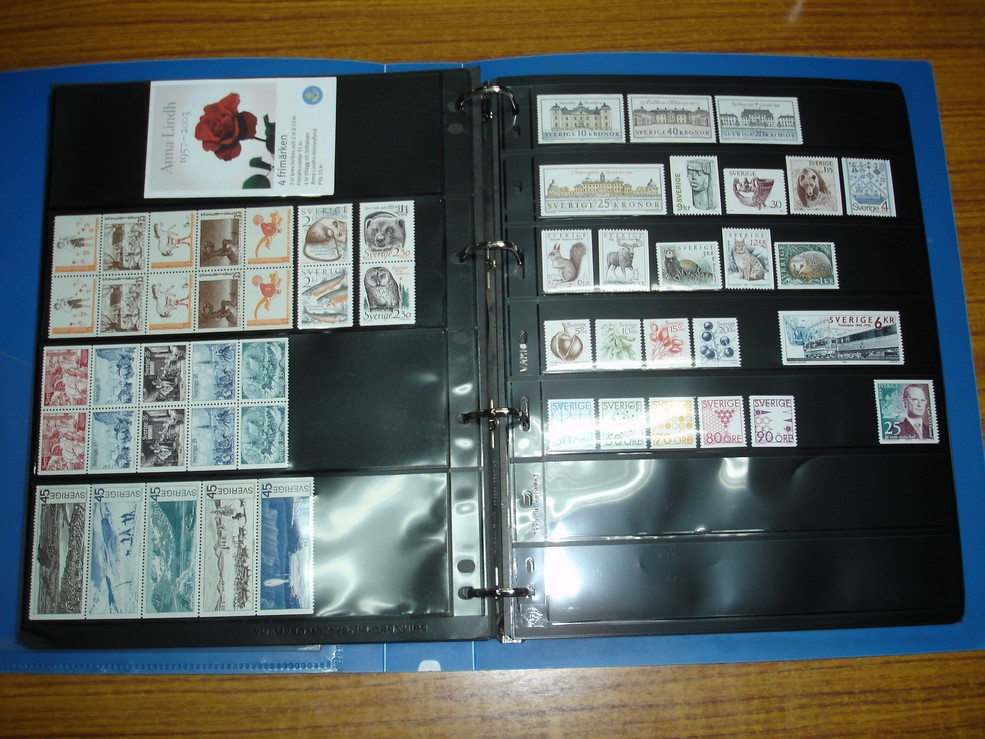
Кляссер с заменяемыми страницами, скреплёнными разъёмными кольцами
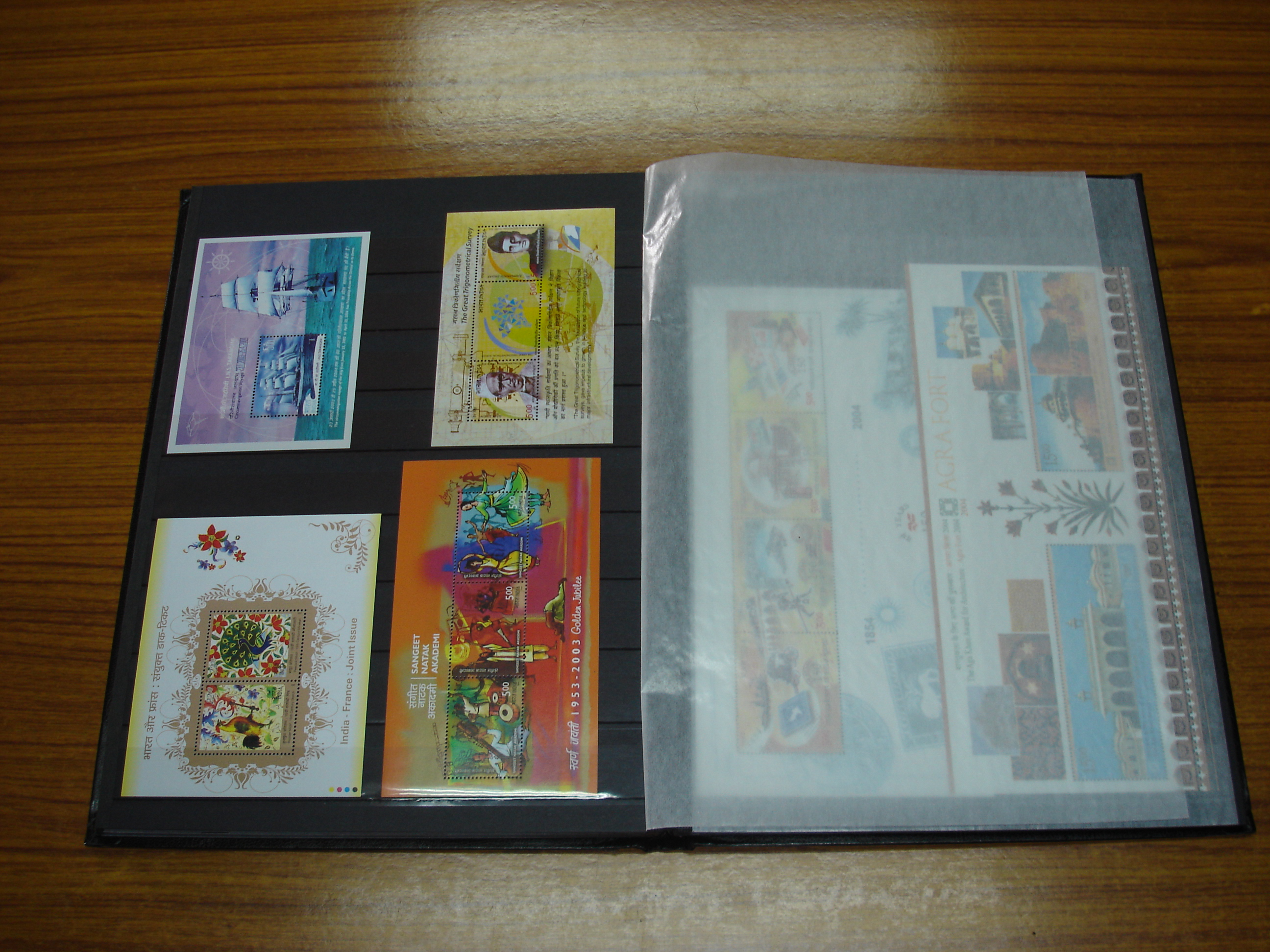
Кляссер с почтовыми блоками

## Дополнительные факты
Английский писатель Льюис Кэрролл изобрёл в 1889 году собственный вариант держателя для почтовых марок. Он имел вид сдвоенной открытки, и на каждой из двух внутренних его страниц было по шесть специальных кармашков. Марки вставлялись в эти кармашки через соответствующие прорези, причём в каждый кармашек, по утверждению самого писателя, помещалось по шесть марок данного номинала. Держатель был рассчитан на хранение в нём марок одиннадцати номиналов — от полупенни (½ d.) до 1 шиллинга (1 s.). Поскольку наиболее распространённым английским тарифом того времени был почтовый сбор в 1 пенни (1 d.), для однопенсовых марок в держателе был предусмотрен не один кармашек, а сразу два.
Держатель был издан вместе с конвертом-футляром, в который он вкладывался, а также с памфлетом Льюиса Кэрролла «Восемь или девять мудрых слов о том, как писать письма» (1890) и общим конвертом для всего набора. При этом держатель и его конверт прилагались в двойном экземпляре. На передней обложке держателя была нарисована героиня кэрроловских произведений Алиса, а на задней — Чеширский кот. Эти же изображения повторялись на конверте-футляре. Судя по сопроводительному тексту в первой главе памфлета, держатель с марками не предназначался непосредственно для коллекционеров, а скорее выполнял утилитарную функцию хранения почтовых марок в одном, удобном, месте и в достаточном количестве для их наклеивания на текущие почтовые отправления.

Держатель для почтовых марок, изобретённый Льюисом Кэрроллом
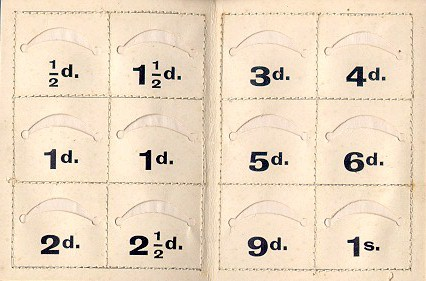
Внутренний вид держателя в развороте
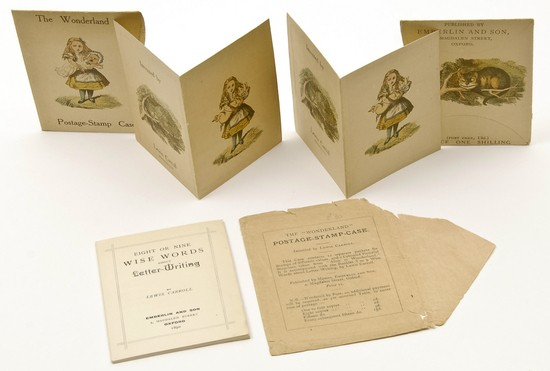
Комплект держателя с футляром (в двух экземплярах), памфлетом Кэрролла (1890) и общим конвертом